# Петербургские повести
«Петербу́ргские по́вести» — общее название ряда повестей, написанных Николаем Васильевичем Гоголем, и название сборника, из них составленного, объединённых общим местом действия — Санкт-Петербургом 1830—1840-х годов. Во всех повестях рассматривается проблема «маленького человека».
В каждой петербургской повести главным действующим лицом является чиновник или художник, и есть кто-то один, кто ощущает себя исключённым из общей нормы, пропадает и гибнет.

## История создания
Произведения были написаны в разное время: повести «Невский проспект» и «Портрет» — в 1833—1834 годах, «Записки сумасшедшего» — в 1834 году. Повесть «Нос» написана в 1832—1833 годах, впервые опубликована в журнале «Современник» A. C. Пушкина в 1836 году после того, как журнал «Московский наблюдатель» отказался печатать повесть, назвав ее «плохой, пошлой и тривиальной».
В Петербурге Гоголь прожил 8 лет, за это время он сменил 3 адреса, дольше всего прожил на улице Малая Морская — 4 года. Гоголя манит Невский проспект — дорогой центр столицы империи. Он влюбляется в театры, ставит Ревизора на сцене Александринского театра, ходит на службы в Казанский собор, столуется в трактирах. В 1836 году Гоголь покинул Петербург.
Вторая редакция «Портрета», существенно переработанная в 1841—1842 годах, впервые была опубликована в журнале «Современник» в 1842 году. Повесть «Шинель» написана в 1836—1842 годах. В 1842 году Н. В. Гоголь впервые опубликовал её, включив в третий том своего первого Собрания сочинений, названный им «Повести», вместе с «петербургскими» и еще двумя «непетербургскими» произведениями — повестями «Рим» и «Коляска».Повесть Рим написана в 1837-38 гг, когда Гоголь приезжал в Италию, где жил в Риме на улице Via Sistina до 1846 года. 
Уже в XIX веке сложилась практика называть пять повестей «петербургскими». Известный биограф Гоголя В. И. Шенрок одну из частей своих «Материалов для биографии Гоголя» (1832—1839) так и озаглавил: «Петербургские повести Гоголя». В советское время отдельной книгой «петербургские повести» впервые были изданы в 1924 году. Хотя встречаются издания, где «петербургские повести» печатаются, согласно авторскому замыслу, вместе с «Коляской» и «Римом», и иногда носят ставшее общепринятым название «Петербургские повести», или же, как правило, просто «Повести». В подобных разнообразных вариантах повести и по сегодняшний день переиздаются в России и за рубежом.

## Содержание сборника
- «Невский проспект»
- «Нос»
- «Портрет»
- «Записки сумасшедшего»
- «Шинель»

Также в сборник иногда включают две «непетербургские» повести — «Коляска» и «Рим».